# Парк культуры и отдыха (Уральск)
Парк культуры и отдыха в Уральске (Войсковая дача, Парк имени Кирова; каз. Қалалық мәдениет және демалыс саябағы) — старейший регулярный парк в Казахстане, расположенный на берегах реки Чаган.
Основан в 1840 году по распоряжению наказного атамана Уральского казачьего войска Кожевникова в качестве общественного войскового сада.

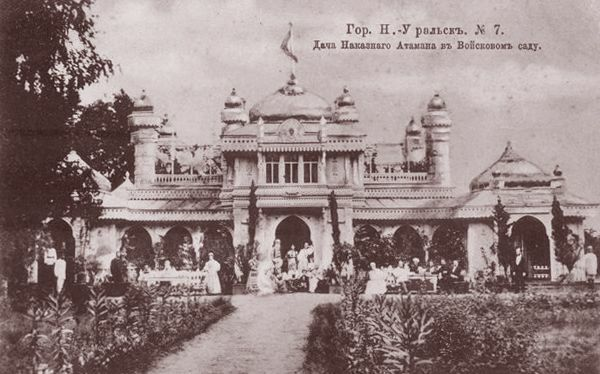
Войсковая дача в Уральске. Архитектор И. А. Тец

Здесь же располагалась летняя резиденция атамана. Именно на атаманской даче в войсковом саду прожил несколько дней Лев Николаевич Толстой, когда навещал своего севастопольского товарища, уральского атамана Аркадия Дмитриевича Столыпина.
В 1891 году на войсковой даче принимали наследника престола великого князя Николая Александровича, возвращавшегося из своего восточного путешествия. Здесь же в Войсковом саду для высочайшего гостя дали концерт приглашённые артисты, среди которых был юный бас Фёдор Шаляпин.
Во время гражданской войны и осады Уральска по территории сада проходила линия обороны. В 1920-е годы на основе казённого сада недолго функционировал совхоз, но вскоре Казённый сад вновь вернулся в общественное пользование, получив имя Профсоюзного. С 1932 года он официально стал городским парком отдыха, по традиции тех лет в парке построили парашютную вышку, аттракционы, танцевальную площадку. После убийства Сергея Кирова в Смольном парку было присвоено его имя.
Большое наводнение весной 1942 года уничтожило дореволюционные строения парка — здание атаманской дачи и сцену, видавшую самого Шаляпина.
В послевоенные годы парк Кирова стал главным местом отдыха жителей Уральска, здесь проводилось множество праздников и спортивных соревнований. После распада СССР здесь установили памятники советским вождям и героям гражданской войны, удалённые с городских площадей.
С 1982 года старейший парк Казахстана входит в единый градостроительный комплекс как часть старого Уральска и находится под государственной охраной.
В 2009 году решением городского маслихата Уральска парк лишился имени Кирова и официально стал называться «Городским парком культуры и отдыха».